# Unterseeboot 138 (1940)
Pour les articles homonymes, voir Unterseeboot 138.
L' Unterseeboot 138 ou U-138 est un sous-marin allemand (U-Boot) de type II.D utilisé par la Kriegsmarine pendant la Seconde Guerre mondiale.
Comme les sous-marins de type II étaient trop petits pour des missions de combat dans l'océan Atlantique, il a été affecté principalement dans la mer du Nord et à la surveillance côtière.

## Historique
Mis en service le 27 juin 1938, l'U-138 a servi comme sous-marin d'entrainement et de navire-école pour les équipages d'abord au sein de la 1. Unterseebootsflottille à Kiel.
Le 1er septembre 1940, l'U-138 devient opérationnel toujours dans la 1. Unterseebootsflottille à Kiel.
Il appareille le 10 septembre 1940 du port de Kiel pour sa première patrouille sous les ordres de l'Oberleutnant zur See Wolfgang Lüth et rejoint la base sous-marine de Lorient le 26 septembre 1940, après 17 jours en mer. Il y coule 4 navires marchands pour un total de 34 644 tonneaux.
Sa deuxième patrouille débute le 8 octobre 1940, pour une période de 12 jours en mer et retourne à Lorient le 19 octobre 1940, coulant un navire de 5 327 tonneaux et en endommageant un autre de 6 993 tonneaux.
Le 20 octobre 1940, l'Oberleutnant zur See Wolfgang Lüth cède le commandement de l'U-138 à Peter Lohmeyer.
Grâce aux succès de ces 2 patrouilles, l'Oberleutnant zur See Wolfgang Lüth est décoré le 24 octobre 1940 de la Croix de chevalier de la Croix de fer.
Sa troisième patrouille, du 5 novembre au 1er décembre 1940, soit 27 jours en mer, ramène l'U-138 de Lorient à Kiel.
Il quitte le service active du 1er janvier au 30 avril 1941 au sein de la 22. Unterseebootsflottille à Gotenhafen, puis redevient opérationnel le 1er mai 1941. Entre-temps, l'Oberleutnant zur See Franz Gramitzky amène l'U-138 de Kiel à Bergen en Norvège du 20 au 24 avril 1941, soit 5 jours en mer.
Sa quatrième patrouille, partant de Bergen le 12 mai 1941, ramène l'U-138 à Lorient qu'il atteint le 27 mai 1941, après 16 jours en mer et après avoir coulé 1 navire marchand de 8 593 tonneaux.
Sa cinquième et dernière patrouille de guerre commence le 12 juin 1941 au départ de Lorient pour une mission dans le détroit de Gibraltar. Après 7 jours en mer, le 18 juin 1941, il est repéré en surface au radar par le destroyer britannique HMS Faulknor à l'ouest de Cadix en Espagne et est coulé à la position géographique de 36° 04′ N, 7° 29′ O par des charges de profondeur lancées par les destroyers britanniques HMS Faulknor, Fearless, Forester, Foresight et Foxhound. L'U-138 endommagé refait surface avant de sombrer. Les 27 membres d'équipage sont recueillis par le HMS Faulknor.

## Affectations
- 1. Unterseebootsflottille à Kiel du 2 juin au 31 août 1940 (entrainement)
- 1. Unterseebootsflottille à Kiel du 1er septembre au 31 décembre 1940 (service active)
- 22. Unterseebootsflottille à Gotenhafen du 1er janvier au 30 avril 1941 (navire-école)
- 3. Unterseebootsflottille à Lorient du 1er mai au 18 juin 1941 (service active)

## Commandements
- Oberleutnant zur See Wolfgang Lüth du 27 juin au 20 octobre 1940
- Peter Lohmeyer du 21 octobre au 31 décembre 1940
- Oberleutnant zur See Franz Gramitzky du 1er janvier au 18 juin 1941

Nota: Les noms de commandants sans indication de grade signifie que leur grade n'est pas connu avec certitude à notre époque (2013) à la date de la prise de commandement.

## Patrouilles
|       | Commandant            | Départ            | Départ  | Arrivée           | Arrivée | Jours    | Succès   |
| ----- | --------------------- | ----------------- | ------- | ----------------- | ------- | -------- | -------- |
| 1     | Oblt. Wolfgang Lüth   | 10 septembre 1940 | Kiel    | 26 septembre 1940 | Lorient | 17 jours | 34 644   |
| 2     | Oblt. Wolfgang Lüth   | 8 octobre 1940    | Lorient | 19 octobre 1940   | Lorient | 12 jours | 12 320   |
| 3     | Peter Lohmeyer        | 5 novembre 1940   | Lorient | 1er décembre 1940 | Kiel    | 27 jours |          |
|       | Oblt. Franz Gramitzky | 20 avril 1941     | Kiel    | 24 avril 1941     | Bergen  | 5 jours  |          |
| 4     | Oblt. Franz Gramitzky | 12 mai 1941       | Bergen  | 27 mai 1941       | Lorient | 16 jours | 8 593    |
| 5     | Oblt. Franz Gramitzky | 12 juin 1941      | Lorient | 18 juin 1941      | Coulé   | 7 jours  |          |
| Total | Total                 | Total             | Total   | Total             | Total   | 79 jours | 55 557 t |

Note : Oblt. = Oberleutnant zur See - Kptlt. = Kapitänleutnant

Nota: Les noms de commandants sans indication de grade signifie que leur grade n'est pas connu avec certitude à notre époque (2013) à la date de la prise de commandement.

## Navires coulés
L'Unterseeboot 138 a coulé 6 navires marchands ennemis pour un total de 48 564 tonneaux et endommagé 1 navire marchand de 6 993 tonneaux au cours des 5 patrouilles (79 jours en mer) qu'il effectua.
| Date              | Nom                 | Nationalité     | Tonnage (GRT) | Fait      |
| ----------------- | ------------------- | --------------- | ------------- | --------- |
| 20 septembre 1940 | Boka                | Panama          | 5 560         | Coulé     |
| 20 septembre 1940 | City of Simla       | Grande-Bretagne | 10 138        | Coulé     |
| 20 septembre 1940 | New Sevilla         | Grande-Bretagne | 13 801        | Coulé     |
| 21 septembre 1940 | SS Empire Adventure | Grande-Bretagne | 5 145         | Coulé     |
| 15 octobre 1940   | Bonheuer            | Grande-Bretagne | 5 327         | Coulé     |
| 15 octobre 1940   | British Glory       | Grande-Bretagne | 6 993         | Endommagé |
| 15 mai 1941       | Javanese Princess   | Grande-Bretagne | 8 593         | Coulé     |

### Sources
- (en) Cet article est partiellement ou en totalité issu de l’article de Wikipédia en anglais intitulé « German submarine U-138 (1940) » (voir la liste des auteurs).